# Saxifraga micropetala
Saxifraga micropetala là một loài thực vật có hoa trong họ Saxifragaceae. Loài này được (Small) A. Nelson miêu tả khoa học đầu tiên năm 1909.